# Dianthus tymphresteus
Dianthus tymphresteus är en nejlikväxtart som först beskrevs av Pierre Edmond Boissier och Spruner, och fick sitt nu gällande namn av Pierre Edmond Boissier. Dianthus tymphresteus ingår i släktet nejlikor, och familjen nejlikväxter. Inga underarter finns listade i Catalogue of Life.